# 四方果
參數所指定的目標頁面不存在，建議更正成存在頁面或直接建立下列一個頁面（建立前請先搜尋是否有合適的存在頁面可以取代）：
- 四方果 (果凍)

四方果（Squarefruit）是香港的一人樂隊，成員為前AMK結他手許惠琛。1999年自資出版首張個人同名專輯《四方果》，2001年與蔡德才合組普普樂團。四方果同時為香港主流單位合作，曾合作的單位有楊千嬅、陳奕迅、at17、林一峰、Cookies及Shine等等。

## 專輯
- 1999 《四方果》(POO Records)
- 2001 《一個人》(POO Records)
- 2003 《過冬》(POO Records)